# .NET Compact Framework
Microsoft .NET Compact Framework (.NET CF) — это версия .NET Framework, которая разработана для запуска приложений на устройствах, основанных на платформе Windows CE, таких как PDA, мобильные телефоны, заводские контроллеры и других. .NET Compact Framework использует библиотеки, подобные полной версии .NET Framework, вместе с тем имеются специальные наборы библиотек для мобильных устройств, например, Windows CE InputPanel.
Разработка приложений, использующих возможности .NET Compact Framework может производиться в Visual Studio .NET 2003, в Visual Studio 2005 и Visual Studio 2008, на языке C# или Visual Basic .NET. Результатом разработки являются специальные приложения для мобильных устройств, обладающие высокой производительностью (исполняются при помощи JIT компилятора).
Для запуска приложений .NET Compact Framework, платформа должна иметь поддержку окружения Microsoft .NET Compact Framework. Некоторые операционные системы, в которых включён .NET CF, могут выполнять приложения Windows CE 4.1, Microsoft Pocket PC, Microsoft Pocket PC 2002 и Smartphone 2003. Приложения .NET Compact Framework могут выполняться и на настольных компьютерах с полным .NET Framework, если приложение использует общую функциональность для обоих Framework, хотя их пользовательский интерфейс невозможно сделать подобным приложениям ПК.
Пакет Microsoft .NET Compact Framework 3.5 Redistributable содержит общие наборы библиотек и окружения .NET Compact Framework. К тому же в версии 3.5 есть поддержка приложений, написанных для версий 1.0 и 2.0. .NET Compact Framework 3.5 предоставляет новые возможности, такие как Windows Communication Foundation, LINQ, SoundPlayer, поддержка новых инструментов окружения и многие другие возможности.

## История версий
| Версия             | Номер версии | Дата выхода        |
| ------------------ | ------------ | ------------------ |
| 1.0 RTM            | 1.0.2268.0   | Конец 2002         |
| 1.0 SP1            | 1.0.3111.0   | Неизвестно         |
| 1.0 SP2            | 1.0.3316.0   | Неизвестно         |
| 1.0 SP3            | 1.0.4292.0   | Январь 2005        |
| 2.0 RTM            | 2.0.5238.0   | Октябрь 2005       |
| 2.0 SP1            | 2.0.6129.0   | Июнь 2006          |
| 2.0 SP2            | 2.0.7045.0   | Март 2007          |
| 3.5 Beta 1         | 3.5.7066.0   | Май 2007           |
| 3.5 Beta 2         | 3.5.7121.0   | Неизвестно         |
| 3.5 RTM            | 3.5.7283.0   | 19 ноября 2007     |
| 3.5                | 3.5          | 25 января 2008     |
| 3.7 (неофициально) | 3.7.8345.0   | Утечка в июне 2009 |
| 3.9                | 3.9.15155.0  | Июнь 2013          |

Номер версии .NET Compact Framework, установленной на устройстве с Windows Mobile может быть определён запуском \Windows\cgacutil.exe и сравнением выведенного результата с вышеприведённой таблицей. На устройстве может быть установлено более 1 версии Framework.

## Xbox 360
Версия .NET Compact Framework также доступна и для консоли Xbox 360. В настоящий момент в нём доступны возможности .NET CF, ограниченные только определённой библиотекой классов. Эта версия используется XNA Framework для запуска управляемых игр на консоли. Есть также и другие ограничения, например, число потоков ограничено 256. В отличие от других версий .NET CF, версия Xbox 360 позволяет настраивать архитектуру процессора для создаваемых процессов. Процессы планируется для запуска таким образом, чтобы одновременно выполнялось не более четырёх.